# Nereus

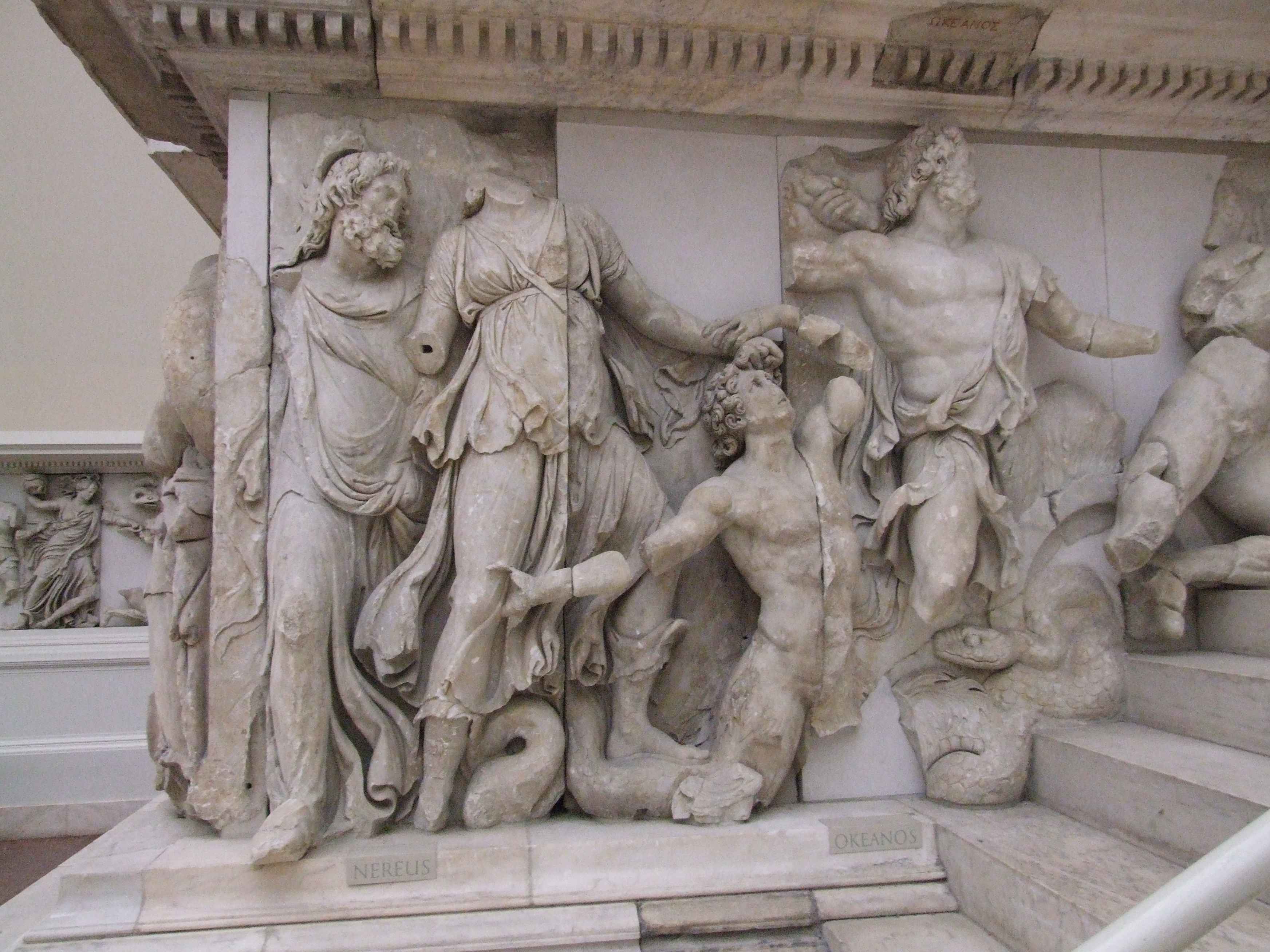
Nereus und Doris (rechts noch Okeanos) während des Kampfes gegen die Giganten, Pergamonaltar

Nereus (altgriechisch Νηρεύς Nēreús) ist ein Meeresgott der griechischen Mythologie. Die Aussprache des Namens ist [neː'rɔʏ̯s].

## Mythos
Nereus ist der älteste Sohn des Pontos und der Gaia, zu seinen Geschwistern zählen Keto, Phorkys, Thaumas und Eurybia. Er ist der Großvater des Achilleus.
Mit Doris wurde er Vater der 50 Nereiden. Gemeinsam mit seiner Familie bewohnte er die Ägäis. Er war weise und besaß die Gabe der Prophetie.
Sein Wohnsitz ist vorzugsweise das Ägäische Meer. Herakles, dem die Nymphen des Flusses Eridanos den Aufenthaltsort des Nereus verraten hatten, ergriff denselben, als er schlief, fesselte ihn, während er sich durch Verwandlung in verschiedene Gestalten zu befreien suchte, und gab ihn nicht eher wieder frei, bis er ihm offenbarte, wo die Äpfel der Hesperiden zu finden seien.

## Rezeption
Nereus erscheint in der Klassischen Walpurgisnacht in Goethes Faust. Der Tragödie zweiter Teil als weissagender Greis, sowie als Nerée im Prolog der Oper Céphale et Procris von Elisabeth Jacquet de Laguerre.
In der Buchreihe Die Geheimnisse des Nicholas Flamel von Michael Scott ist Nereus ein Mitglied des Älteren Geschlechts und Gegenspieler des Protagonisten Nicholas Flamel.